# Syberyjska Duma Obwodowa
Syberyjska Duma Obwodowa (ros. Сибирская Областная Дума) – antybolszewicki organ administracji regionalnej (duma), powołany w grudniu 1917 w Tomsku w czasie wojny domowej w Rosji.
Duma została powołana na nadzwyczajnym ogólnosyberyjskim zjeździe obwodowym w Tomsku, w celu politycznego przeciwstawienia się bolszewikom, przez eserowców, mienszewików i przedstawicieli narodowości zamieszkujących Syberię (Buriatów, Jakutów, Polaków, Ukraińców, Niemców i in.). Powołano też odpowiadający przed nią organ wykonawczy Syberyjską Radę Obwodową. Duma rozpoczęła działalność 20 stycznia 1918. Zamierzała rozpisać w marcu 1918 wybory do Syberyjskiego Zgromadzenia Ustawodawczego, lecz nie doszły one do skutku. W nocy na 8 lutego 1918 (26 stycznia starego stylu) tomska rada delegatów robotniczych i żołnierskich złożona z bolszewików rozpędziła Dumę, uznając ją za kontrrewolucyjną i aresztowała część jej członków. Następnego dnia 9 lutego 1918 pozostający na wolności członkowie Dumy wydali na konspiracyjnym zebraniu deklarację do ludności, w której proklamowali m.in. powstanie autonomicznej republiki Syberii, w składzie Federacji Rosyjskiej.
9 lutego członkowie Dumy założyli konspiracyjny Tymczasowy Rząd Syberyjski Piotra Derbera, który przeniósł się później do Harbinu.
Duma wznowiła działalność po obaleniu władzy radzieckiej na Syberii przez Korpus Czechosłowacki, powołując 23 czerwca 1918 nowy Tymczasowy Rząd Syberyjski Piotra Wołogodskiego, który wywalczył sobie następnie polityczny prymat nad Dumą Syberyjską i zmarginalizował jej rolę. W listopadzie 1918 Duma rozwiązała się, uznając prymat Ogólnorosyjskiego Rządu Tymczasowego (Dyrektoriatu) w Omsku.